# 南阳镇 (兴山县)
南阳镇，是中华人民共和国湖北省宜昌市兴山县下辖的一个乡镇级行政单位。

## 行政区划
南阳镇下辖以下地区：
阳泉村、营盘村、石门村、百羊村、落步河村、文武村、白竹村、两河口村、店子坪村和龙门河村。